# Victor Hermans
Victor Hermans, né le 17 mars 1953 à Maastricht, est un footballeur international de futsal reconverti entraîneur et sélectionneur national de futsal.

## Biographie

### Joueur
Vic Hermans est le huitième enfant de douze frères et sœurs. Après avoir obtenu son diplôme d'études secondaires, l'homme né en 1953 poursuit une carrière de footballeur mais ne perce pas au très haut niveau.
Hermans se met au futsal et intègre, dès 1977, l'équipe des Pays-Bas de futsal. Il remporte cinq titres aux Pays-Bas et décroche 50 sélections. Lors de sa dernière compétition, pour la première Coupe du monde de futsal de 1989 qui se déroule dans son pays, l'ancien footballeur, alors âgé de 35 ans, contribue largement à l'accession des Néerlandais à la finale en faisant trembler les filets à six reprises. Le capitaine des Pays-Bas et son équipe s'inclinent finalement face au Brésil (1-2). Le leader de l'attaque hollandaise remporte le titre du meilleur joueur de la compétition,.
« Cela représente un moment décisif dans mon parcours, mais ce n'est que plus tard que j'ai vraiment réalisé ce que ça signifiait pour moi. Cette participation à la Coupe du Monde m'a ouvert de nombreuses portes » déclare-t-il en 2012.

### Sélectionneur
Reconverti entraîneur, Hermans prend en main l'équipe de Hong Kong pour Coupe du monde de futsal de 1992, organisée dans le pays. Quatre ans plus tard, il fait ses débuts avec la Malaisie en Espagne. Malheureusement pour les deux équipes, Hermans et ses joueurs ne remportent qu'une seule victoire et ne réussissent pas à se qualifier pour la seconde phase de groupes. Puis il officie comme entraîneur-adjoint des Pays-Bas en 2000. 
Entraîneur de l'Iran en 2001, Vic Hermans permet à la sélection nationale de remporter son troisième titre de championnat d'Asie,. Durant les Coupes du monde de 2004 et de 2008, Hermans est membre du Groupe d'Étude Technique (TSG) de la FIFA. En 2012, Hermans reprend la sélection thaïlandaise.
En février 2017, Hermans s'engage un an avec la Fédération d'Indonésie de football pour gérer la sélections A de futsal et celle des U20. Il s'agit de sa cinquième expérience dans le maniement des joueurs asiatiques. Hermans doit structurer cette pratique dans le pays et part à la recherche de joueurs pour fonder les équipes.